# Węsierski

Herb Węsierski I

Herb Węsierski Hrabia

Węsierski I (Wensierski, Wesierski, Belina odmienny) – kaszubski herb szlachecki, według Przemysława Pragerta odmiana herbu Belina.

## Opis herbu
Opis z wykorzystaniem zasad blazonowania, zaproponowanych przez Alfreda Znamierowskiego:
W polu błękitnym trzy podkowy srebrne w roztrój, barkami ku sobie, na środkowej miecz srebrny. Klejnot: nad hełmem w koronie kruk czarny z rozpostartymi skrzydłami, z pierścieniem złotym w dziobie. Labry: prawdopodobnie błękitne, podbite srebrem.

## Najwcześniejsze wzmianki
Herb wzmiankowany przez Niesieckiego, Żernickiego (Der polnische Adel) i Chrząńskiego (Tablice odmian herbowych).

## Rodzina Belina-Węsierskich
Węsierski to nazwisko odmiejscowe wzięte od wsi Węsiory. Mieszkało tam kilka rodzin szlacheckich, noszących różne nazwiska, między innymi: Belina (Bilina), Bronk, Cieszyca, Dułak, Gruba, Gruchała. Spośród nich, Belinowie nie byli najstarszą rodziną, za to najznaczniejszą. Mieli wywodzić się z polskich Belinów, których gałąź przeniosła się na Pomorze w XVI wieku. Z linii tej najwcześniej wzmiankowani są w 1648 Andrzej i Maciej Belina Węsierscy. Byli potomkami Jana Kazimierza Beliny, który pierwszy przybrał nazwisko Węsierski. Znaczącą pozycję dla rodu zdobył Kazimierz Belina Węsierski (1693-1771), pisarz ziemski tucholski (1746-71), dziedzic wsi: Przyrowo, Wełpin, Wieszczyce oraz innych wsi, także w powiecie bydgoskim, posiadacz znacznego majątku. Jego dwaj synowie założyli dwie linie, starszą i młodszą: pierwsza pochodziła od Mikołaja (1743-1823), stolnika gnieźnieńskiego w 1792, druga od Teodora. Z linii starszej pochodził Albin Belina Węsierski, który uzyskał pruski tytuł hrabiowski 30 października 1854 i dodatki w herbie. Jego syna, Zbigniewa Antoniego Józefa (1839-po 1907) adoptował dziadek macierzysty, Józef Ignacy Kwilecki, dzięki czemu Zbigniew otrzymał w 1853 prawo używania nazwiska Kwilecki i herbu hrabiowskiego Kwileckich wraz z tytułem oraz prawo posiadania ordynacji Wróblewo. Linia Węsierskich-Kwileckich wygasła jednak z synem Zbigniewa, Józefem Adolfem Stanisławem Marią Węsierskim-Kwileckim (1897-1928). Węsierscy Belinowie osiedli też w Królestwie Polskim (należeli do nieutytułowanej linii), gdzie wylegitymowali się w latach 1838 i 1839 zarówno z herbem Belina jak i Belina odmienny.

## Herbowni
Węsierski (Wensierski, Wesierski) z przydomkiem Belina (Bilina).
Niektórzy Belinowie Węsierscy wylegitymowali się z herbem Belina bez odmian. Węsierscy z innymi przydomkami posługiwali się szeregiem innych herbów, między innymi: Bronk, Cieszyca, Dułak, Dułak II, Dułak III, Dułak IV, Węsierski IV, Węsierski V, Węsierski VI, Węsierski VII, Nieczuła, Tessen.